# غيل جيلمور
غيل جيلمور هي راقصة باليه وممثلة كندية، ولدت في 4 أكتوبر 1937 في كندا، وتوفيت في 2 مارس 2014 في الولايات المتحدة.

## وصلات خارجية
- غيل جيلمور على موقع IMDb (الإنجليزية)
- غيل جيلمور على موقع ألو سيني (الفرنسية)
- غيل جيلمور على موقع أول موفي (الإنجليزية)
- غيل جيلمور على موقع قاعدة بيانات الأفلام السويدية (السويدية)
- غيل جيلمور على موقع قاعدة بيانات الفيلم (الإنجليزية)
- غيل جيلمور على موقع كينوبويسك (الروسية)